# 아니 벌써 (시트콤)
《아니 벌써?》는 1998년 11월 7일부터 1999년 4월 14일까지 방영된 MBC(문화방송)의 주간 시트콤이었다.

## 트리비아
당초 토요일 오후 6시에 방영되었으나 동시간대 SBS 《기쁜 우리 토요일》과 KBS 2TV 《자유선언 오늘은 토요일》에 밀려 고전을 면치 못하자 10회(1999년 1월 27일)부터 수요일 밤 11시로 옮겼지만 SBS 《김혜수 플러스 유》의 아성을 넘지 못한 채 1999년 4월 막을 내렸는데 조연급 출연진 중의 한 명이었던 김동수가 극중 1999년 1월 16일 토요일 〈제8회〉를 끝으로 강원도 춘천 고향에 재귀농을 하고자 낙향을 하는 내용의 에피소드로써 완전히 하차한 후, 두 달 남짓 지난 1999년 3월 9일에 음주운전 사건으로 불구속 입건된 뒤 시청률이 갈수록 떨어졌으며 남녀관계나 가족의 일상을 감각적이고 비현실적으로 다뤄 서민의 애환이나 젊은 시절의 추억, 진지한 삶 등 시트콤 본래의 기능을 살리지 못했다는 지적 등을 받아왔다.

## 등장 인물

### 주조연
- 권용운 : 권용운 역

서울 종로구 종로동 소재 하숙집 주인. 경상남도 산청 생초면 어서리 부농가 대농 집안의 말띠 막내 아들이지만 서울 문화중학교 1학년 유학 시절 안문숙 누나를 처음으로 만난 그는 훗날 1985년 10월 9일 결혼을 하면서 서울로 분가. 1994년 8월 당시 공군 사병 병장 전역. 그의 막내 숙부님은 왕년의 호텔 요리사 등으로 그 이름을 드높인 자칭타칭 대한민국 서양 양식 요리사 1세대 출신인 권영지(서울 중구 명동 명무세요 대표 사업주 겸 수석 대표 요리사).
- 안문숙 : 안문숙 역

권용운의 4년 연상녀 아내, 서울 종로구 종로동 소재 하숙집 안주인. 전라남도 고흥 과역면 신곡리 부농가 대농 집안의 호랑이띠 막내 여식으로 출생하였으며 서울 문화여자고등학교 2학년 유학 시절 권용운을 처음으로 만났고 훗날 1985년 10월 9일 결혼을 하면서 서울로 출가.
- 양택조 : 양택조 역

서울 종로구 낙원동 소재 복덕방 대표. 일제 시대 경기도 화성 마도면 백곡리 부농가 대농 집안의 토끼띠 막내 아들로 출생하였지만 결혼을 하면서 서울로 분가 이후 1995년 9월 9일 당시 부인(경식 어멈)을 병으로 상배.
- 김경식 : 양경식 역

서울 종로구 낙원동 소재 복덕방 영감 양택조 아들. 호랑이띠 청년.
- 김현수 : 김현수 역

서울 종로구 종로동 소재 하숙집 세입자. 강원도 속초 교동 말띠 토박이.
- 김미성 : 김미성 역

김현수의 언니, 서울 종로구 종로동 소재 하숙집 세입자. 강원도 속초 교동 호랑이띠 토박이.
- 안정림 : 안정림 역 (중도합류)

하숙집 안주인 안문숙의 용띠 친정 조카딸, 서울 종로구 종로동 소재 하숙집 세입자. 전라남도 보성 노동면 감정리(부농가 대농 농지)로 분가한 안정현 氏 내외(안문숙 여사의 소띠 만50세 둘째 오빠 부부)의 용띠 둘째 딸.

### 이전 주조연
- 손영준 : 손영준 역 (중도하차)

서울 종로구 종로동 소재 하숙집 옛날 세입자. 용띠 청년이며 경상남도 밀양 청도면 소태리 대농가 부잣집 막내 자제. (뉴질랜드 웰링턴 유학을 떠나는 제7회 《여자의 마음》 에피소드로써 중도 하차)
- 김동수 : 김동수 역 (중도하차)

서울 종로구 종로동 소재 하숙집 옛날 세입자. 쥐띠 청년이며 강원도 춘천 남산면 강촌리 대농가 부잣집 막내 자제. (강원도 춘천 고향에 농사 지으러 낙향을 하는 제8회 《위대한 유산》 에피소드로써 중도 하차)

### 비주요 및 비고정 출연

#### 권가네 친가친척
- 박영지 : 권영지 역

권용운의 서울 중랑구 면목동 저택 사는 친가 막내 숙부. 1968년 8월 초순에 공군 취사병 병장으로 군필 전역한, 자칭타칭 대한민국의 서양 양식 요리사 1세대 출신이자, 1986년 8월까지 서울 문화 호텔 요리사 출신으로, 1986년 12월 이후부터, 서울 중구 명동 소재 "명동 무교마을 세발낙지 요리집(a.k.a. 명무세요)"의 대표 사업주 겸 수석 대표 요리사. 서울 종로구 삼청동 저택에서 살다가 1989년 3월 24일 금요일 당시 서울 중랑구 면목동 저택으로 이사한 그는 5년 연상녀 개띠 부인(은언숙)과 사이에 각기각기로 8년째 미국 워싱턴주 시애틀 유학 中인 외동아들 권태수와 막내딸 권덕상이라는 둘을 비롯한 슬하 1남 2녀(3남매 - 1985년 결혼한 돼지띠생 만39세 맏딸 권지숙, 아직 만26세 미혼인 쥐띠생 외동아들 권태수, 역시 만23세 미혼인 토끼띠생 막내딸 권덕상)를 둠. 조카 권용운이 복덕방 영감님으로 뫼시는 양택조(낙원동 복덕방 대표)와는 토끼띠 만59세 동갑인 그는 일제 시대 경상남도 산청 생초면 어서리 부농가 대농 집안의 토끼띠 막내 자제로 출생. 1985년 3월 1일, 만26세 족히 되었던 장녀(권지숙)의 결혼과 더불어 맏사위(조광흡 - 인천 중구 북성동 선주 대부어(船主 大富漁) 겸 월미도 땅부잣집안의 원숭이띠 후손.)를 얻었으며, 그야말로 만46세 족히 되던 해에 빙부(장인)가 된 후 만47세로 맏외손자(맏딸 부부의 맏아들 조현승)를 보았고 만50세로 맏외손녀(맏딸 부부의 맏딸 조현애)를 보았으며 만51세로 둘째외손녀(맏딸 부부의 둘째딸 조경애)를 보았고, 둘째외손녀 본 그다음해(1991년)에 외동아들(현승 외삼촌 권태수)과, 막내딸(현승 이모 권덕상)을 모두 미국 워싱턴 주 시애틀로 유학 보냈는데, 8년 후 그는 자녀 3남매 중 1999년 3월 29일 월요일 당시 미국(시애틀 대학교 대학원)에서 공학 석사 취득한지도 1개월 된 쥐띠생 외동아들(둘째 권태수)이 5개월 후 8년간의 미국 시애틀 유학 생활은야 물론이며 미국 워싱턴 주 시애틀 대학교 대학원 건축학과 공학 석사 유학 생활을 마치고 영구 귀국하여 공군 사병(어학병 또는 관제병)으로 입대 예정 취지를 기정적으로 분명히 밝히는 외동아들(권태수)의 국제 전화 통보를 받음.
- 최은숙 : 은언숙 역

권용운의 서울 중랑구 면목동 저택 사는 친가 막내 숙모. 부군(권영지)과 사이에 결혼 13년차 맏딸과, 각기각기로 8년째 미국 워싱턴 주 시애틀 유학 中인 외동아들, 막내딸, 하여 슬하 1남 2녀(3남매)를 둠. 일제 시대 충청남도 부여 남면 내곡리 부농가 대농 집안의 개띠 막내 여식으로 출생.
- 최정 : 권영찬 역

권용운과 안문숙의 슬하 2남 1녀(3남매) 중 호랑이띠 장남(첫째). 6년째 서울 중랑구 면목동 소재 작은할아버님 댁에서 공부하는 서울 사립 문화중학교 1학년.
- 노희지 : 권윤숙 역

권용운과 안문숙의 슬하 2남 1녀(3남매) 중 토끼띠 외동딸(둘째). 5년째 서울 중랑구 면목동 소재 작은할아버님 댁에서 공부하는 서울 사립 문화초등학교 6학년.
- 곽정욱 : 권현준 역

권용운과 안문숙의 슬하 2남 1녀(3남매) 중 말띠 막내아들(셋째). 2년째 서울 중랑구 면목동 소재 작은할아버님 댁에서 공부하는 서울 사립 문화초등학교 3학년.

#### 손영준네 뉴질랜드 웰링턴 외종댁
- 정경순 : 홍익수 역 (중도합류 및 중도하차)

손영준(서울 종로구 종로동 소재 하숙집 옛날 세입자)의 외종사촌 형수. 손영준(고종사촌 시제)한테 뉴질랜드 웰링턴 유학 떠나자며 설득하면서 같이 떠남. (뉴질랜드 웰링턴 유학을 떠나는 제7회 《여자의 마음》 에피소드)

#### 김동수네 강원도 춘천 친가 형수
- 방은희 : 하광숙 역 (중도합류 및 중도하차)

김동수(서울 종로구 종로동 소재 하숙집 옛날 세입자)의 둘째 형수. 김동수(막내 시제)한테 강원도 춘천 남산면 강촌리 대농가 부잣집 시가로 떠나자며 설득하면서 같이 떠남. (강원도 춘천 고향에 농사 지으러 낙향을 하는 제8회 《위대한 유산》 에피소드)

### 특별출연

#### 1998년 11월 초순,마카오(포르투갈령)에서 잠시 귀국(방문)한 교포 및 유학생
- 엄지원 : 장영주[주 1] 역

강원도 영월 북면 연덕리 부농 집안의 후손. 1986년 8월, 영월 초등학교 4학년 1학기 수료 직후 일가족들과 동반으로써, 마카오(포르투갈령)에 유학 겸 이민 떠난 교포 출신으로 1998년 8월, 마카오 대학교 철학과 3학년 1학기 수료 및 휴학을 한 포르투갈령 마카오 교포 및 유학생. 노판섭의 외종사촌 누나인 동시에 마카오 국제 동양 중학교 1년 선배. 대한민국 출국 12년여만에 잠시 귀국하여 1998년 11월 초순에 서울 중구 명동 소재 "명동 무교마을 세발낙지 요리집"을 방문.
- 고두옥 : 노판섭[주 2] 역

강원도 횡성 안흥면 안흥리 부농 집안의 후손. 1985년 8월, 횡성 초등학교 2학년 1학기 수료 직후 일가족들과 동반으로써, 마카오(포르투갈령)에 유학 겸 이민 떠난 교포 출신으로 1998년 8월, 포르투갈 리스본 인문과학대학교 철학과 2학년 1학기 수료 및 휴학을 한 마카오 교포 및 포르투갈 유학생. 장영주의 고종사촌 남동생인 동시에 마카오 국제 동양 중학교 1년 후배. 대한민국 출국 13년여만에 잠시 귀국하여 1998년 11월 초순에 서울 중구 명동 소재 "명동 무교마을 세발낙지 요리집"을 방문.

#### 1998년 11월 중순,콸라 룸푸르및조지타운(말레이시아)과타이베이(중화민국),홍콩등지에서 잠시 귀국(방문)한 교포 및 유학생
- 김흥국 : 노종복 역

경기도 평택 오성면 죽리 부농 집안의 후손. 1968년 3월, 오성 초등학교 3학년 1학기 초에 일가족들과 동반으로써, 말레이시아 콸라 룸푸르로 유학 겸 이민 떠난 교포 출신으로, 1994년 8월, 공필숙과 연애 결혼하여 자녀 1남 1녀(두 살 터울의 맏아들과 막내딸)를 둠. 30년여만에 잠시 귀국하여, 1998년 11월 중순에 서울 중구 명동 소재 "명동 무교마을 세발낙지 요리집"을 방문. 내외가 모두 말레이시아 교포 출신의 부부. 그의 아내는 공필숙.
- 이경실 : 공필숙 역

충청북도 괴산 사리면 수리 부농 집안의 후손. 1975년 3월, 괴산 초등학교 4학년 1학기 초에 일가족들과 동반으로써, 말레이시아 콸라 룸푸르로 유학 겸 이민 떠난 교포 출신으로, 1994년 8월, 노종복과 연애 결혼하여 자녀 1남 1녀(두 살 터울의 맏아들과 막내딸)를 둠. 23년여만에 잠시 귀국하여, 1998년 11월 중순에 서울 중구 명동 소재 "명동 무교마을 세발낙지 요리집"을 방문. 남편 노종복도 말레이시아 교포.
- 전유성 : 노종규 역

경기도 평택 오성면 죽리 부농 집안의 후손. 1968년 3월, 서울공고 3년 졸업 직후에 일가족들과 동반으로써, 말레이시아 콸라 룸푸르로 유학 겸 이민 떠난 교포 출신으로, 30년여만에 잠시 귀국하여, 1998년 11월 중순에 서울 중구 명동 소재 "명동 무교마을 세발낙지 요리집"을 방문. 노종복의 둘째 형님(1983년 3월 당시에 말레이시아 피낭주 빠다워드 한국인 교포 아내와 사이에 결혼하여, 빠다워드 교포 처와 사이에 2녀 둠).
- 진미령 : 오광숙 역

충청북도 보은 삼승면 우진리 부농 집안의 후손. 1970년 3월, 삼승 초등학교 6학년 1학기 초에 일가족들과 동반으로써, 중화민국 타이베이로 유학 겸 이민 떠난 교포 출신으로, 1988년 8월, 한국인 홍콩 교포와 결혼하여 홍콩으로 두번째 이주 및 외동딸 있는 오광숙은, 28년여만에 잠시 귀국하여, 1998년 11월 중순에 서울 중구 명동 소재 "명동 무교마을 세발낙지 요리집"을 방문. 공필숙의 친정 이종사촌 언니. 오태숙의 친가 6촌 언니.
- 윤손하 : 오태숙 역

충청북도 보은 삼승면 우진리 부농 집안의 후손. 1973년, 해외 중화민국 타이베이에서 태어난 한국인 중화민국 타이베이 교포의 후손 출신으로, 말레이시아 국립 대학교 대학원 경제학과 경제학 석사 과정 1학년 1학기 마치고, 석사과정 휴학 2년차 중이자, 태어난지도 25년여만에 조상들의 국가를 처음으로 방문하여, 1998년 11월 중순에 서울 중구 명동 소재 "명동 무교마을 세발낙지 요리집"을 방문. 오광숙의 열다섯 살 어린 친가 6촌 누이동생.
- 김진 : 오진태 역

충청북도 보은 삼승면 우진리 부농 집안의 후손. 1984년 8월, 삼승 초등학교 1학년 1학기 수료 직후에 말레이시아 피낭주 조지타운으로 유학 겸 이민 떠난 교포 출신으로, 캐나다 오타와 대학교 행정학과 1학년 1학기 마치고 수료 및 휴학 2년차 중이자, 대한민국 출국 14년여만에 잠시 귀국하여 1998년 11월 중순에 서울 중구 명동 소재 "명동 무교마을 세발낙지 요리집"을 방문. 오광숙과 오태숙의 친가 9촌 조카.
- 김정민 : 공장욱(Johnny Kaye, 조니 케이) 역

충청북도 괴산 사리면 수리 부농 집안의 후손. 1977년, 해외 말레이시아 피낭주 조지타운에서 출생한 한국인 말레이시아 교포의 후손 출신으로, 미국 하와이 주립 대학교 건축공학과 1학년 1학기 마치고 수료 및 휴학 2년차 중이자, 태어난지도 만21년여만에 조상들의 국가를 처음으로 방문하여, 1998년 11월 중순에 서울 중구 명동 소재 "명동 무교마을 세발낙지 요리집"을 방문. 공필숙의 열두살 어린 친정 5촌 조카.
- 권민중 : 노상숙(Selena Naxxe, 셀레나 낵스) 역

경기도 평택 오성면 죽리 부농 집안의 후손. 1977년, 해외 말레이시아 콸라 룸푸르에서 출생한 한국인 말레이시아 교포의 후손 출신으로, 만21년여만에 조상들의 국가를 처음으로 방문하여, 미국 하와이 주립 대학교 미술학과 1학년 1학기 마치고 수료 및 휴학 2년차 중이자, 1998년 11월 중순에 서울 중구 명동 소재 "명동 무교마을 세발낙지 요리집"을 방문. 노종규와 노종복의 친가 5촌 조카딸.
- 권이지 : 노배숙(Bonnie Naxxe, 보니 낵스) 역

경기도 평택 오성면 죽리 부농 집안의 후손. 1977년, 해외 말레이시아 콸라 룸푸르에서 출생한 한국인 말레이시아 교포의 후손 출신으로, 만21년여만에 조상들의 국가를 처음으로 방문하여, 홍콩 대학교 산업미술학과 1학년 1학기 마치고 수료 휴학 2년차 중이자, 1998년 11월 중순에 서울 중구 명동 소재 "명동 무교마을 세발낙지 요리집"을 방문. 노종규와 노종복의 친가 7촌 조카딸.
- 고주희 : 노한숙(Helen Naxxe, 헬렌 낵스) 역

경기도 평택 오성면 죽리 부농 집안의 후손. 1977년, 해외 말레이시아 콸라 룸푸르에서 출생한 한국인 말레이시아 교포의 후손 출신으로, 만21년여만에 조상들의 국가를 처음으로 방문하여, 에스파냐 마드리드 대학교 건축공업미술학과 1학년 1학기 마치고 수료 및 휴학 2년차 중이자, 1998년 11월 중순에 서울 중구 명동 소재 "명동 무교마을 세발낙지 요리집"을 방문. 노종규와 노종복의 친가 9촌 조카딸.

#### 1998년 12월 초순,웰링턴(뉴질랜드)에서 잠시 귀국(방문)한 교포 및 유학생
- 김지연 : 성연주 역

경상남도 창녕 이방면 옥천리 부농 집안의 후손. 1986년 8월, 초등학교 3학년 1학기 수료 직후 일가족들과 동반으로써, 뉴질랜드 웰링턴 유학 겸 이민. 미국 시카고 대학교 미술학과 2학년 1학기 마치고 수료 및 휴학 1년차 중이자, 12년여만에 잠시 귀국하여, 1998년 11월 중순에 서울 중구 명동 소재 "명동 무교마을 세발낙지 요리집"을 방문. 배주엽의 5촌 외종질녀.
- 설운도 : 배주엽 역

경상남도 김해 상동면 감로리 부농 집안의 후손. 1986년 8월(만28세)에 일가족들과 동반으로써, 뉴질랜드 웰링턴 이민. 12년여만에 잠시 귀국하여, 1998년 11월 중순에 서울 중구 명동 소재 "명동 무교마을 세발낙지 요리집"을 방문. 성연주의 외가친척 가운데 5촌 외종숙.
- 김한석 : 배광섭 역

경상남도 김해 상동면 감로리 부농 집안의 후손. 1986년 8월, 중학교 1학년 1학기 수료 직후 일가족들과 동반으로써, 뉴질랜드 웰링턴 유학 겸 이민. 말레이시아 국립 대학교 대학원 토목공학과 공학 석사 과정 1학년 1학기 마치고, 석사과정 휴학 1년차 중이자, 대한민국 출국 12년여만에 잠시 귀국하여, 1998년 11월 중순에 서울 중구 명동 소재 "명동 무교마을 세발낙지 요리집"을 방문. 배주엽의 친가 7촌 조카.

#### 1998년 12월 중순, TV에서 특집 입학사정관 라디오 방송 예고
- 방현주 : 아나운서 방현주 역

Since 1985 연도말 특집 라디오 프로그램 "입학사정관"으로 한해말에 1회씩 모두 제14회 방송이자 라디오 입학사정관 역사상 마지막 제14회 라디오 until 1998 연도말 만13년 라디오 입학사정관 제14회 대단원의 막을 내리는 제14회 라디오 입학사정관 최종회 고별 방송 예고 캐스터.

### 양택조 영감 관련

#### 양택조 영감의 젊은 시절
- 채태석 : 젊은 시절 양택조

1958년 당시 만19세 시절의 양택조

#### 양택조 영감의 친가친척
- 김복희 : 양복희 역

양택조의 경기도 여주 가남면 태평리 사는 배다른 고모 1922년생 양복희
- 민지환 : 민지환 역

양택조의 경기도 여주 가남면 태평리 사는 이복 고모부 1925년생 민지환
- 홍순창 : 민순동 역

양택조의 경기도 여주 가남면 태평리 사는 고종사촌 남동생(민지환과 양복희의 슬하 1남 3녀 중 둘째)인 1947년생 민순동. 1973년 27세 때 해군 수병에서 취사병 병장으로 전역.
- 윤예희 : 민예희 역

양택조의 경기도 여주 가남면 태평리 사는 고종사촌 남동생 민순동 부부의 자녀 가운데 맏딸(1남 2녀 가운데 장녀이자 첫째)인 1967년생 민예희

#### 양택조 영감의 외가친척
- 조학자 : 조학자 역

양택조의 경기도 평택 오성면 양교리 사는 배다른 이모 1923년생 조학자
- 이종만 : 이종만 역

양택조의 경기도 평택 오성면 양교리 사는 이복 이모부 1925년생 이종만
- 박윤배 : 이정배 역

양택조의 경기도 평택 오성면 양교리 사는 이종사촌 남동생(이종만과 조학자의 슬하 2남 3녀 중 차남이자 셋째)인 1947년생 이정배. 1976년 30세 때 육군 취사병 병장으로 전역.
- 김은수 : 이은수 역

양택조의 경기도 평택 오성면 양교리 사는 이종사촌 남동생 이정배 부부의 자녀 가운데 맏딸(1남 2녀 가운데 장녀이자 첫째)인 1968년생 이은수
- 김주영 : 조주영 역

양택조와 이정배의 경기도 평택 세교동 사는 1953년생 외종사촌 남동생(조학자의 이복 친정 조카)인 조주영. 결혼하고 나서 아내 김민정과 사이에 애가 이미 둘(맏딸과 외동아들)이나 있던, 제법 20대 중후반으로 나이 먹은 때(만25세)에 병 계급으로 공군에 입대하여, 1981년(만28세)에 공군 취사병 병장으로 전역 후 1985년(만32세)에 막내딸 득녀.
- 김민정 : 김민정 역

조주영(양택조와 이정배 외종제)의 4년 연상녀 부인(1949년생)인 경기도 평택 세교동 거주자 김민정
- 조혜련 : 조혜련 역

양택조와 이정배 외종제 조주영 부부의 슬하 1남 2녀(3남매) 중 1974년생 맏딸(장녀)이며 경기도 평택 세교동 거주자 조혜련

### 권용운 대표 관련

#### 권용운의 어린 시절
- 오현철 : 어린 시절 권용운

1978년 당시 만12세 시절의 권용운

### 손영준 관련

#### 손영준의 어린 시절
- 유동균 : 어린 시절 손영준

1982년 당시 만6세 시절의 손영준

### 김현수 관련

#### 김현수의 어린 시절
- 송은혜 : 어린 시절 김현수

1984년 당시 만6세 시절의 김현수

#### 김미성·김현수 자매의 강원도 속초 친가친척
- 김지영 : 김지영 역

하숙집 세입자 자매 김미성과 김현수의 강원도 속초 교동 사는 배다른 고모할머니 김지영
- 김영옥 : 김영옥 역

하숙집 세입자 자매 김미성과 김현수의 강원도 속초 교동 사는 고모 김영옥

#### 김미성·김현수 자매의 강원도 강릉 외가친척
- 박현숙 : 박종숙 역

하숙집 세입자 자매 김미성과 김현수의 강원도 강릉 교동 사는 외가친척 외종사촌 언니 박현숙
- 서춘화 : 박광숙 역

하숙집 세입자 자매 김미성과 김현수의 강원도 강릉 교동 사는 외가친척 외종사촌 언니 박광숙

### 하숙집과 함께 하던 타 사업체

#### 서울 문화 고용복지 보험
- 순동운 : 순동운 역

서울 문화 고용복지 보험 대표이사 사장
- 정한헌 : 정한헌 역

서울 문화 고용복지 보험 이사장
- 이문수 : 이문수 역

서울 문화 고용복지 보험 상무이사
- 정성호 : 정성호 역

순동운 서울 문화 고용복지 보험 대표이사 사장 전용 드라이버
- 정준하 : 여대엽 역

순동운 서울 문화 고용복지 보험 대표이사 사장 비서실 실장
- 양현태 : 양정태 역

순동운 서울 문화 고용복지 보험 대표이사 사장 전용 수행 사무비서
- 류현철 : 유장배 역

정한헌 서울 문화 고용복지 보험 이사장 전용 드라이버
- 어남선 : 성배단 역

정한헌 서울 문화 고용복지 보험 이사장 전용 수행 사무비서
- 문경훈 : 문경준 역

이문수 서울 문화 고용복지 보험 상무이사 전용 드라이버
- 구본승 : 구달상 역

이문수 서울 문화 고용복지 보험 상무이사 전용 수행 사무비서

#### 잠시 귀국을 취지로써 다니러 온 해외 국가 유학생
- 원숙희 : 박수미 역

- 최강희 : 한나영 역

- 최정윤 : 서미경 역

- 강래연

- 홍수현

- 허영란

- 최민용 : 인찬동 역

1998년 11월 26일 당시 미국 시카고(일리노이 주)를 유학중에 잠시 서울(대한민국)로 귀국한 후 두 달 지난 1999년 1월 29일, 미국 시카고(일리노이 주)로 또다시 떠난 1986년 3월 이후부터 13년차 한인 교민(겸 유학생)인 미국 시카고 부잣집 교민 집안 슬하 2남 3녀(5남매) 중 막내 인찬동
- 설수진 : 현광숙 역

1998년 11월 16일 당시부터 1998년 12월 15일 당시까지 연도말 맞이하여 한 달 동안 잠시 귀국한 캐나다 온타리오 주 오타와 호랑이띠 25세 교포 현광숙
- 한희 : 봉철은 역

1998년 12월 22일 당시부터 1999년 1월 22일 당시까지, 1개월(한 달)을 머물러 있던 서울(대한민국)을 떠나 1999년 1월 22일, 말레이시아(수도 콸라 룸푸르)로 출국하였으며 콸라 룸푸르(말레이시아)에 유학중이던 1988년 3월 이후부터 11년차 한인 여자 교민(겸 유학생)인 말레이시아 콸라 룸푸르 부잣집 교민 집안 슬하 1남 3녀(4남매) 중 막내 봉철은
- 최우혁

- 오승윤

- 박은혜

- 신주리

- 최은주

- 권오중 : 김성우 역

- 김윤정

- 구본영 : 윤소영 역

- 김남주 : 강주리 역

- 고소영 : 정수진 역

- 김광필 : 도민수 역

- 김단비 : 김단비 역

도민수는 똑똑하고 진지한 스타일은 도민수의 여자친구 김단비
- 김태연 : 김미숙 역

- 김민희 : 이수정 역

- 김민상 : 한정호 역

- 유서진 : 유진 역

- 김학준 : 김종수 역

- 이재포

- 김국진 : 김철수 역

- 권혁종 : 이종구 역

김철수의 친구이자 동료 기자인 같은회사 이종구
- 권현영 : 김미영 역

이종구의 개그 캐릭터와 이종구의 여자친구 김미영
- 김선아 : 박미경 역

- 김동완 : 정우 역

- 고수 : 이상우 역

- 김정현 : 김민수 역

- 권상우 : 직장인 권상우 역

- 강승연 : 강희정 역

- 김민정 : 민지영 역

- 김현주 : 유미 역

- 김하늘 : 정유진 역

- 강성민

- 김소연

- 김규리

- 김희선 : 유진 역

- 구자미 : 이상미 역

- 강우경 : 김미경 역

- 김유리 : 정유리 역

- 김영미 : 수진 역

- 고동현 : 지훈 역

- 함신영 : 한철수 역

- 허성수 : 이유진 역

- 조재혁 : 이진구 역

- 박주희 : 한정희 역

### 그 이외 목소리 출연
극중 1998년 11월 하순 당시 전라남도 친정 오라버니댁 전화 통화 관련 에피소드
- 강성연 : 안혜림 역

1998년 11월 당시 안문숙과 전화 통화를 한 전라남도 함평 해보면 해보리(부농가 대농 농지)로 분가한 안석현 氏 내외(당시 안문숙 여사의 토끼띠 만47세 셋째 오빠 부부)의 말띠 만20세 둘째 딸.
- 전성초 : 안유림 역

1998년 11월 당시 안문숙과 전화 통화를 한 전라남도 장성 삼계면 능성리(부농가 대농 농지)로 분가한 안창현 氏 내외(당시 안문숙 여사의 뱀띠 만45세 넷째 오빠 부부)의 뱀띠 만9세 셋째 딸(막내).
극중 1998년 12월 특집 입학사정관 라디오 방송 목소리 출연
- 박인환 : 오재옥 역

1998년 12월 당시 한일대학교 총장. 철학박사 출신. 한일대학교 철학과 교수.
- 김기현 : 송덕보 역

1998년 12월 당시 한일대학교 제1부총장. 공학박사 출신. 한일대학교 산업공학과 교수.
- 심양홍 : 심종안 역

복덕방 대표 양택조의 남양국민학교 소띠 2년 선배(1950년 당시 우수성적 국졸)로 훗날 문학박사(1969년 취득) 및 예비역 해군 소령(1971년 예편) 출신. 1998년 12월 당시 한일대학교 국어국문학과 교수(동 문과대학장).
- 서경석 : 서백순 역

하숙집 주인 권용운의 산청국민학교 소띠 5년 선배(1973년 당시 전교회장 출신)로 훗날 문학박사(1994년 취득) 및 예비역 육군 소령(1995년 예편) 출신. 1998년 12월 당시 한일대학교 불어불문학과 교수(동 불문학과장).

## 방송 목록
| 회차   | 방송 일자        | 부제                     |
| ------ | ---------------- | ------------------------ |
| 제1회  | 1998년 11월 7일  |                          |
| 제1회  | 1998년 11월 7일  |                          |
| 제2회  | 1998년 11월 14일 | 비자금 사수작전          |
| 제2회  | 1998년 11월 14일 | 나는 나쁜 놈입니다       |
| 제3회  | 1998년 11월 21일 | 질투를 부르는 소리       |
| 제3회  | 1998년 11월 21일 | 나도 여자다! 씨이...     |
| 제4회  | 1998년 12월 5일  | 욕망이라는 이름의 자전거 |
| 제4회  | 1998년 12월 5일  | 수줍은 연인              |
| 제5회  | 1998년 12월 12일 | 남편이 뭐길래            |
| 제5회  | 1998년 12월 12일 | 목소리 때문에            |
| 제6회  | 1998년 12월 26일 | 나잡아 봐라              |
| 제6회  | 1998년 12월 26일 | 싱글벨                   |
| 제7회  | 1999년 1월 9일   | 동상이몽                 |
| 제7회  | 1999년 1월 9일   | 여자의 마음              |
| 제8회  | 1999년 1월 16일  | 핸들을 돌려라            |
| 제8회  | 1999년 1월 16일  | 위대한 유산              |
| 제9회  | 1999년 1월 23일  | 잃어버린 시간을 찾아서   |
| 제9회  | 1999년 1월 23일  | 거짓말도 보여요          |
| 제10회 | 1999년 1월 27일  | 여자 VS 여자             |
| 제10회 | 1999년 1월 27일  | 남편의 여자친구          |
| 제11회 | 1999년 2월 3일   | 식구가 늘었어요          |
| 제11회 | 1999년 2월 3일   | 바퀴벌레 전쟁            |
| 제12회 | 1999년 2월 10일  | 귀향                     |
| 제12회 | 1999년 2월 10일  | 귀경                     |
| 제13회 | 1999년 2월 24일  | 숟가락 때문에..?         |
| 제13회 | 1999년 2월 24일  | 치질과 자존심            |
| 제14회 | 1999년 3월 3일   | 아주 특별한 날..         |
| 제14회 | 1999년 3월 3일   | 잊고 또 잊고             |
| 제15회 | 1999년 3월 10일  | 여보 나야                |
| 제15회 | 1999년 3월 10일  | 뛰는놈 위에 나는놈       |
| 제16회 | 1999년 3월 17일  | 들켰다                   |
| 제16회 | 1999년 3월 17일  | 보약 소동                |
| 제17회 | 1999년 3월 31일  | 이보다 더 나쁠 순 없다   |
| 제17회 | 1999년 3월 31일  | 꼬인다, 꼬여             |
| 제18회 | 1999년 4월 14일  |                          |
| 제18회 | 1999년 4월 14일  |                          |

## 참고 사항
- 이 드라마의 주조연 및 단역을 포함한 역대 총 출연진 중 최고령 출연자는 극중 양택조의 이복 고모 양복희 역으로 제2회 《비자금 사수작전》에 단역 출연한 여성 원로 연극배우 겸 연기자 김복희 여사이며, 차고령 출연자는 극중 양택조의 이복 이모 조학자 역으로 제6회 《나잡아 봐라》에 단역 출연한 여성 원로 영화배우 겸 연기자 조학자 여사이다.

## 결방
- 1998년 11월 28일 - 특집 생방송 음악캠프 편성
- 1998년 12월 19일 - 5시 10분부터 1998년 아시안 게임 남자 농구 결승 중계 편성
- 1999년 1월 2일 - 5시 10분부터 신년특집 칭찬합시다[4] 1~2부 편성
- 1999년 2월 17일 - 10시 35분부터 코미디 드라마 토끼, 여우를 이기다[5] 편성
- 1999년 3월 24일 - 10시 55분부터 특선영화 롱키스 굿나잇[6] 편성
- 1999년 4월 7일 - 10시 55분부터 특선영화 크림슨 타이드[7] 편성

### 참조
1. ↑  이수진 (1999년 4월 29일). “방송3사 시트콤 ‘내부수리중’”. 문화일보. 2017년 3월 30일에 확인함.
2. ↑  김범수 (1999년 3월 9일). “탤런트 김동수씨,음주운전으로 입건”. 연합뉴스. 2017년 3월 30일에 확인함.
3. ↑  김병구 (1998년 11월 11일). “방송사 가을개편 분석-제작비 절감 초점…공공성 소홀”. 매일신문. 2018년 4월 20일에 원본 문서에서 보존된 문서. 2018년 4월 20일에 확인함.
4. ↑  “교양 「칭찬합시다」MBC 오후 5:10”. 경향신문. 1999년 1월 1일. 2017년 3월 30일에 확인함.
5. ↑  “코미디 「토끼, 여우를 이기다」MBC 오후 10:35”. 경향신문. 1999년 2월 13일. 2017년 3월 30일에 확인함.
6. ↑  “주부에서 전사로 변신 롱키스 굿나잇 <MBC 밤10.55>”. 동아일보. 1999년 3월 24일. 2017년 3월 30일에 확인함.
7. ↑  “크림슨 타이드 <MBC 밤10.55>”. 동아일보. 1999년 4월 7일. 2017년 3월 30일에 확인함.

### 내용
1. ↑  장혁진(아버지)과, 갈전옥(어머니)라는 내외의 1남 2녀 중 차녀(막내).
2. ↑  노광수(아버지)와, 장숙희(어머니)라는 내외의 1남 2녀 중 막내 아들.
3. ↑  작중, 성연주한테 친척 5촌 외종숙(배주엽)은 성연주 모친(상동댁 배씨 부인)의 친정 사촌 남동생.
4. ↑  극중, 경상남도 김해 상동면 감로리 부농(故 배한취)의 친손. & 뉴질랜드 웰링턴 교포 1세대(故 배광재)의 차남. & 경상남도 김해 상동면 유지(故 배병조)의 친질. 참고로 작중(극중)에서는, 성연주의 외조부(경상남도 김해 상동면 유지 故 배병조)는 경상남도 김해 상동면 감로리 부농(성연주 엄마 친할아버지 故 배한취)의 장남(큰아들)인 동시, 배주엽의 아버지(뉴질랜드 교포 1세대 故 배광재)는 경상남도 김해 상동면 감로리 부농(故 배한취)의 차남(둘째아들)이 된다.

| 문화방송 수요시트콤 | 문화방송 수요시트콤                            | 문화방송 수요시트콤 |
| 이전 작품           | 작품명                                         | 다음 작품           |
| ------------------- | ---------------------------------------------- | ------------------- |
| -                   | 아니 벌써? (1998년 11월 7일 ~ 1999년 4월 14일) | -                   |